# Új Demokrácia
Új Demokrácia (görögül: Νέα Δημοκρατία, Néa Dimokratía) egy görögországi liberális-konzervatív, jobbközép politikai párt. A párt 1974 óta a PASOK mellett a másik meghatározóbb párt Görögországban. A párt 2015-ben elvesztette többségét, a legnagyobb ellenzéki erő volt a Görög Parlamentben. A párt megnyerte a 2019-es előrehozott választásokat, így ők alakíthattak kormányt, melynek a vezetője a pártvezér Kiriákosz Micotákisz lett.
.

## Választási eredmények
Az alábbi eredményeket ért el a párt 1974 óta:
| Év               | Szavazatok | %     | Mandátumok | Státusz     | Miniszterelnök-jelölt      |
| ---------------- | ---------- | ----- | ---------- | ----------- | -------------------------- |
| 1974             | 2,669,133  | 54.37 | 220 / 300  | Kormánypárt | Konsztantinosz Karamanlisz |
| 1977             | 2,146,365  | 41.84 | 171 / 300  | Kormánypárt | Konsztantinosz Karamanlisz |
| 1981             | 2,034,496  | 35.88 | 115 / 300  | Ellenzék    | Jorgosz Rallisz            |
| 1985             | 2,599,681  | 40.84 | 126 / 300  | Ellenzék    | Konsztantin Mitszotakisz   |
| 1989. június     | 2,887,488  | 44.28 | 145 / 300  | Kormánypárt | Konsztantin Mitszotakisz   |
| 1989. november   | 3,093,479  | 46.19 | 148 / 300  | Ellenzék    | Konsztantin Mitszotakisz   |
| 1990             | 3,088,137  | 46.89 | 150 / 300  | Kormánypárt | Konsztantin Mitszotakisz   |
| 1993             | 2,711,737  | 39.30 | 111 / 300  | Ellenzék    | Konsztantin Mitszotakisz   |
| 1996             | 2,586,089  | 38.12 | 108 / 300  | Ellenzék    | Miltiádisz Evert           |
| 2000             | 2,935,196  | 42.74 | 125 / 300  | Ellenzék    | Kosztász Karamanlisz       |
| 2004             | 3,360,424  | 45.36 | 165 / 300  | Kormánypárt | Kosztasz Karamanlisz       |
| 2007             | 2,994,979  | 41.84 | 152 / 300  | Kormánypárt | Kosztasz Karamanlisz       |
| 2009             | 2,295,967  | 33.47 | 91 / 300   | Ellenzék    | Kosztasz Karamanlisz       |
| 2012. május      | 1,192,103  | 18.85 | 108 / 300  | Ellenzék    | Antonisz Szamarasz         |
| 2012. június     | 1,825,497  | 29.66 | 129 / 300  | Kormánypárt | Antonisz Szamarasz         |
| 2015. január     | 1,718,694  | 27.81 | 76 / 300   | Ellenzék    | Antonisz Szamarasz         |
| 2015. szeptember | 1,526,205  | 28.10 | 75 / 300   | Ellenzék    | Vángelisz Merimarákisz     |
| 2019             | 2,251,411  | 39.85 | 158 / 300  | Kormánypárt | Kiriákosz Micotákisz       |

## Fordítás
- Ez a szócikk részben vagy egészben  a   New Democracy (Greece) című angol Wikipédia-szócikk ezen változatának fordításán alapul.  Az eredeti cikk szerkesztőit annak laptörténete sorolja fel. Ez a jelzés csupán a megfogalmazás eredetét és a szerzői jogokat jelzi, nem szolgál a cikkben szereplő információk forrásmegjelöléseként.